# Sclerostegia
Genre
Classification phylogénétique
Sclerostegia est un genre végétal comprenant seize espèces et appartenant à la famille des Chenopodiaceae, ou des Amaranthaceae selon la classification phylogénétique. Trois de ses espèces sont endémiques de l'Australie.
Ce sont de petites plantes vivaces, aux branches succulentes et aux feuilles réduites à des écailles.
Des études moléculaires sont en cours pour une classification plus précise du genre.

## Liste d'espèces
- Sclerostegia arbuscula
- Sclerostegia medullosa
- Sclerostegia disarticulata
- Sclerostegia tenuis